# (529) Preziosa
(529) Preziosa est un astéroïde de la ceinture principale.

## Description
(529) Preziosa est un astéroïde de la ceinture principale découvert par Max Wolf le 20 mars 1904 à Heidelberg.

## Nom
Il a été ainsi baptisé en référence au personnage de Preciosa, héroïne de La Petite Gitane de Miguel de Cervantes et rôle-titre d'une pièce, datant de 1810, de Pius Alexander Wolff mise en musique en 1820 par Carl Maria von Weber (1786-1826).